# Umar Nurmagomedov
Umar Magomednabiyevitch Nurmagomedov  (en russe: Умар Нурмагомедов), né le 3 janvier 1996 à Kiziliourt (Daghestan), est un pratiquant russe d'arts martiaux mixtes (MMA). Il combat actuellement dans la catégorie des poids coqs de l'Ultimate Fighting Championship (UFC).

## Jeunesse et débuts en sambo
Umar Nurmagomedov naît le 3 janvier 1996 à Kiziliourt, au Daghestan, sujet de la fédération de Russie. Il est d'ethnie avar et de religion musulmane. Enfant, avec son frère Usman Nurmagomedov, il assiste à des entraînements de lutte libre. Plus tard, Umar et son jeune frère commence à pratiquer le muay-thaï. Après avoir déménagé à Makhatchkala, la capitale du Daghestan, Umar commence à s'entraîner avec son oncle, l'entraîneur russe Abdulmanap Nurmagomedov au camp Eagles MMA.
À l'âge de 19 ans, Umar devient champion du monde de combat de sambo sous l'organisation WCSF,. L'année suivante, à l'âge de 20 ans, il devient champion du monde WMMAA de MMA amateur.

## Carrière dans les arts martiaux mixtes

### Fight Nights Global (2016-2018)
Le 16 décembre 2016, Umar Nurmagomedov affronte le Russe Rishat Kharisov à Moscou, en Russie, et remporte le combat par soumission lors de la deuxième reprise. Le 5 juin 2017, il affronte le Kirghize Ulukbek Amanbaev à Penza, en Russie, et remporte le combat par soumission lors de la première reprise. Le 31 mars 2017, il affronte le Kirghize Alym Isabaev à Moscou, en Russie, et remporte le combat par KO technique.
Le 29 juillet 2017, il affronte l'Ouzbek Valisher Rakhmonov à Moscou, en Russie, et remporte le combat par soumission lors la deuxième reprise. Le 8 octobre 2017, il affronte le Russe Nauruz Dzamikhov à Krasnodar, en Russie, et remporte le combat par décision unanime. Le 22 février 2018, il affronte le Brésilien Shyudi Yamauchi à Moscou, en Russie, et remporte le combat par décision unanime.

### Samara MMA Federation, PFL et GFC (2018-2019)
Le 11 mai 2018, Umar Nurmagomedov affronte le Tadjik Fatkhidin Sobirov à Samara, en Russie, et remporte le combat par décision unanime. Le 30 août 2018, il affronte l'Ouzbek Saidyokub Kakhramonov à Atlantic City, dans le New Jersey, et remporte le combat par décision unanime. Le 14 avril 2019, il affronte le Brésilien Wagner Lima à Togliatti, en Russie, et remporte le combat par décision unanime.
Le 23 juillet 2019, il affronte l'Ukrainien Taras Gryckiv à Kaspiisk, en Russie, et remporte le combat par soumission lors de la première reprise. Le 8 août 2019, il affronte le Brésilien Sidemar Honorio à Atlantic City, dans le New Jersey, et remporte le combat par décision unanime. Le 23 novembre 2019, il affronte l'Argentin Braian González à Tachkent, en Ouzbékistan, et remporte le combat par soumission lors de la deuxième reprise.

### Ultimate Fighting Championship (depuis 2021)
Le 20 janvier 2021, Umar Nurmagomedov affronte le Kazakhstanais Sergey Morozov à Abou Dabi, aux Émirats arabes unis, et remporte le combat par soumission lors de la deuxième reprise. Sa prestation est désignée Performance de la soirée. Le 5 mars 2022, il affronte l'Américain Brian Kelleher à Las Vegas, dans le Nevada, et remporte le combat par soumission lors de la première reprise. Le 25 juin 2022, il affronte l'Américain Nate Maness à Las Vegas, dans le Nevada, et remporte le combat par décision unanime (30-27, 30-26, 30-25).
Le 14 janvier 2023, il affronte le Brésilien Raoni Barcelos à Las Vegas, dans le Nevada, et remporte le combat par KO lors de la première reprise. Sa prestation est désignée Performance de la soirée. Le 2 mars 2024, il affronte le Kazakhe Bekzat Almakhan à Las Vegas, dans le Nevada, et remporte le combat par décision unanime (30-25, 30-26, 30-26).
Le 3 août 2024, il affronte l'Américain Cory Sandhagen à Abou Dabi, aux Émirats arabes unis, et remporte le combat par décision unanime (50-45, 49-46, 49-46). Le 18 janvier 2025, il affronte le Géorgien Merab Dvalishvili à Inglewood, en Californie, lors de l'UFC 311. Il perd le combat par décision unanime (48-47, 48-47, 49-46),.

## Vie privée
Umar Nurmagomedov est de confession musulmane. Il a un frère cadet, qui est champion des poids légers du Bellator MMA, Usman Nurmagomedov.
Umar et son frère sont les petits cousins du célèbre champion Khabib Nurmagomedov et du combattant de l’UFC, Abubakar Nurmagomedov.

## Palmarès en arts martiaux mixtes

### Distinctions
- Ultimate Fighting Championship
  - Performance de la soirée (× 2) : face à Sergey Morozov et Raoni Barcelos.

| 19 combats     | 18 victoires | 1 défaites |
| Par KO         | 3            | 0          |
| Par soumission | 7            | 0          |
| Sur décision   | 8            | 1          |

### Historique des combats
| Résultat | Record | Adversaire            | Méthode                                 | Événement                                     | Date             | Round | Temps | Lieu                           | Notes                                                       |
| -------- | ------ | --------------------- | --------------------------------------- | --------------------------------------------- | ---------------- | ----- | ----- | ------------------------------ | ----------------------------------------------------------- |
| Défaite  | 18-1   | Merab Dvalishvili     | Décision unanime                        | UFC 311: Makhachev contre Moicano             | 18 janvier 2025  | 5     | 5:00  | Inglewood, Californie          | Pour le titre des poids coqs de l’UFC. Combat de la soirée. |
| Victoire | 18-0   | Cory Sandhagen        | Décision unanime                        | UFC on ABC: Sandhagen vs. Nurmagomedov        | 3 août 2024      | 5     | 5:00  | Abou Dabi, Émirats arabes unis |                                                             |
| Victoire | 17-0   | Bekzat Almakhan       | Décision unanime                        | UFC Fight Night: Rozenstruik vs. Gaziev       | 2 mars 2024      | 3     | 5:00  | Las Vegas, Nevada              |                                                             |
| Victoire | 16-0   | Raoni Barcelos        | KO (coup de genou et coup de poing)     | UFC Fight Night: Strickland vs. Imavov        | 14 janvier 2023  | 1     | 4:40  | Las Vegas, Nevada              | Performance de la soirée.                                   |
| Victoire | 15-0   | Nate Maness           | Décision unanime                        | UFC on ESPN: Tsarukyan vs. Gamrot             | 25 juin 2022     | 3     | 5:00  | Las Vegas, Nevada              | Retour en poids coqs.                                       |
| Victoire | 14-0   | Brian Kelleher        | Soumission (étranglement arrière)       | UFC 272: Covington vs. Masvidal               | 5 mars 2022      | 1     | 3:15  | Las Vegas, Nevada              | Début en poids plumes.                                      |
| Victoire | 13-0   | Sergey Morozov        | Soumission (étranglement arrière)       | UFC on ESPN: Chiesa vs. Magny                 | 20 janvier 2021  | 2     | 3:39  | Abou Dabi, Émirats arabes unis | Performance de la soirée.                                   |
| Victoire | 12-0   | Braian González       | Soumission (étranglement arrière)       | GFC 20                                        | 23 novembre 2019 | 1     | 4:34  | Tachkent, Ouzbékistan          |                                                             |
| Victoire | 11-0   | Sidemar Honorio       | KO (coup de poing)                      | PFL 6 (2019)                                  | 8 août 2019      | 3     | 5:00  | Atlantic City, New Jersey      |                                                             |
| Victoire | 10-0   | Taras Gryckiv         | Soumission (étranglement arrière)       | GFC 14                                        | 13 juillet 2019  | 1     | 2:46  | Kaspiisk, Russie               |                                                             |
| Victoire | 9-0    | Wagner Lima           | Décision unanime                        | Samara MMA Federation: Battle on the Volga 10 | 14 avril 2019    | 3     | 5:00  | Togliatti, Russie              |                                                             |
| Victoire | 8-0    | Saidyokub Kakhramonov | Décision unanime                        | PFL 7 (2018)                                  | 30 août 2018     | 3     | 5:00  | Atlantic City, New Jersey      |                                                             |
| Victoire | 7-0    | Fatkhidin Sobirov     | Décision unanime                        | Samara MMA Federation: Battle on the Volga 4  | 11 mai 2018      | 3     | 5:00  | Samara, Russie                 |                                                             |
| Victoire | 6-0    | Shyudi Yamauchi       | Décision unanime                        | Fight Nights Global 83                        | 22 février 2018  | 3     | 5:00  | Moscou, Russie                 |                                                             |
| Victoire | 5-0    | Nauruz Dzamikhov      | Décision unanime                        | Fight Nights Global 76                        | 8 octobre 2017   | 3     | 5:00  | Krasnodar, Russie              |                                                             |
| Victoire | 4-0    | Valisher Rakhmonov    | Soumission (étranglement arrière)       | Fight Nights Global 71                        | 29 juillet 2017  | 2     | 4:45  | Moscou, Russie                 |                                                             |
| Victoire | 3-0    | Alym Isabaev          | TKO (coups de poing)                    | Fight Nights Global 62                        | 2 mars 2017      | 2     | 3:32  | Moscou, Russie                 |                                                             |
| Victoire | 2-0    | Ulukbek Amanbaev      | Soumission (étranglement arrière)       | Fight Star: Battle on Sura 6                  | 5 janvier 2017   | 1     | 4:12  | Penza, Russie                  |                                                             |
| Victoire | 1-0    | Rishat Kharisov       | Soumission (étranglement en guillotine) | Fight Nights Global 57                        | 16 décembre 2016 | 2     | 3:28  | Moscou, Russie                 | Début en poids coqs.                                        |